# Aeroportul Chapleau
Aeroportul Chapleau (IATA: YLD, ICAO: CYLD) este un aeroport din Ontario, Canada. Aeroportul a fost tranzitat în 2012 de 0 pasageri.
Situat la o altitudine de 448 m, aeroportul dispune de o singură pistă.